# 沃利烏格鄉
45°14′N 22°02′E / 45.233°N 22.033°E
沃利烏格鄉（羅馬尼亞語：Comuna Văliug, Caraș-Severin），是羅馬尼亞的鄉份，位於該國西南部，由卡拉什-塞維林縣負責管轄，面積8平方公里，海拔高度557米，2007年人口970，人口密度每平方公里118人。